# Jean Launois
Pour les articles homonymes, voir Launois.
Jean Launois est un peintre et illustrateur français né le 22 novembre 1898 aux Sables-d'Olonne et mort le 27 novembre 1942 à Alger.

## Biographie
Dès l'enfance, Jean Launois montre de sérieuses prédispositions au dessin, mais à 17 ans il s'engage dans la Première Guerre mondiale. Une fois démobilisé et meurtri, il se voue totalement à son art. Il fournit ses premières illustrations à la « Select-Collection ».
Lauréat du prix Abd-el-Tif en 1920, il passe deux ans à Alger, où il fait la connaissance du peintre orientaliste Étienne Dinet. Sa rencontre en 1920 avec Albert Marquet, venu pour la première fois en Algérie, sera décisive pour la suite de sa carrière, marquée désormais par une plus grande liberté d'expression. 
Jean Launois ne cesse par la suite de revenir à Alger : c'est là qu'il se réalise. Ami d'Étienne Bouchaud, il peint le petit peuple, les « mauvais lieux » et les « quartiers réservés » de la casbah. La critique est laudatrice ; Gabriel Audisio écrit ainsi dans Algéria en 1937 : « Un vernissage de Launois, c'est une descente barbaresque ! L'Oasis, les Abd-el-Tif, l'Ofalac, tout le monde sur le pont ! Au milieu de l'équipage, Launois, l'œil clair et le talent vif, a l'air d'un Raïs ». 
Artiste reconnu, il est un des fers de lance du groupe de Saint-Jean-de-Monts, qui comprend deux générations de peintres de 1892 à 1950 : il y côtoie entre autres Henry Simon (1910-1987). 
Mobilisé lors de la Seconde Guerre mondiale malgré une santé chancelante, Launois en revient méconnaissable. Il retourne à Alger, où il survit grâce aux subsides de ses amis. Il meurt, solitaire, le 27 novembre 1942 dans une chambre d'hôtel à Alger.
En 1947, au musée des Beaux-Arts d'Alger, Jean Alazard consacre une exposition rétrospective à cet artiste considéré comme l'un des plus authentiques continuateurs de la veine exotique de la peinture française et algéroise des XIXe et XXe siècles.

## Expositions
- 1926 : Paris, galerie Van Leer.
- 1931 : Exposition coloniale internationale.
- 1950 : galerie l'Art vivant.
- 1947 : musée national des Beaux-Arts d'Alger.
- 1976 : musée Sainte-Croix des Sables-d'Olonne.

## Récompenses
- Prix Cottet décerné par la Société des peintres orientalistes en 1931.

## Œuvres dans les collections publiques
Algérie
- Alger, musée national des Beaux-Arts :
  - Famille de gitans ;
  - Farniente ;
  - Famille juive ;
  - Jeunes Arabes.
- Oran, musée national Zabana.
- Rabat, Musée Mohammed VI d'art moderne et contemporain.

France
- Besançon, musée des Beaux-Arts et d'Archéologie.
- Fontenay-le-Comte, musée de Fontenay-le-Comte : Deux mauresques sur un canapé.
- La Roche-sur-Yon, musée municipal.
- Les Sables-d'Olonne], musée Sainte-Croix :
  - *Jeune femme à la Casbah ;
  - Cinq femmes à Laghouat.
- Narbonne, musée d'Art et d'Histoire de Narbonne.
- Paris :
  - musée d'Art moderne de Paris.
  - musée national d'Art moderne :
  - Mozabite ;
  - Les Deux Sœurs d'El-Oued.
- Saint-Tropez, musée de l'Annonciade.

## Illustrations
- Roland Dorgelès, Sur la route mandarine[2], eaux-fortes en couleurs et dessins ; gravure des couleurs par E. Feltesse, Paris, impr. A. Jourde / Paul Haasen / Éditions G. Crès, 1929.
- Octave Mirbeau, Le Journal d’une femme de chambre, Éditions nationales, 1935.
- Gabriel Audisio, Voyage à la Casbah, 1953.
- Albert Trust, Les Sirénéennes, en collaboration avec Armand Assus, Marius de Buzon et Omer Ben Smaïa, NRF, 1928.

Œuvres de Jean Launois
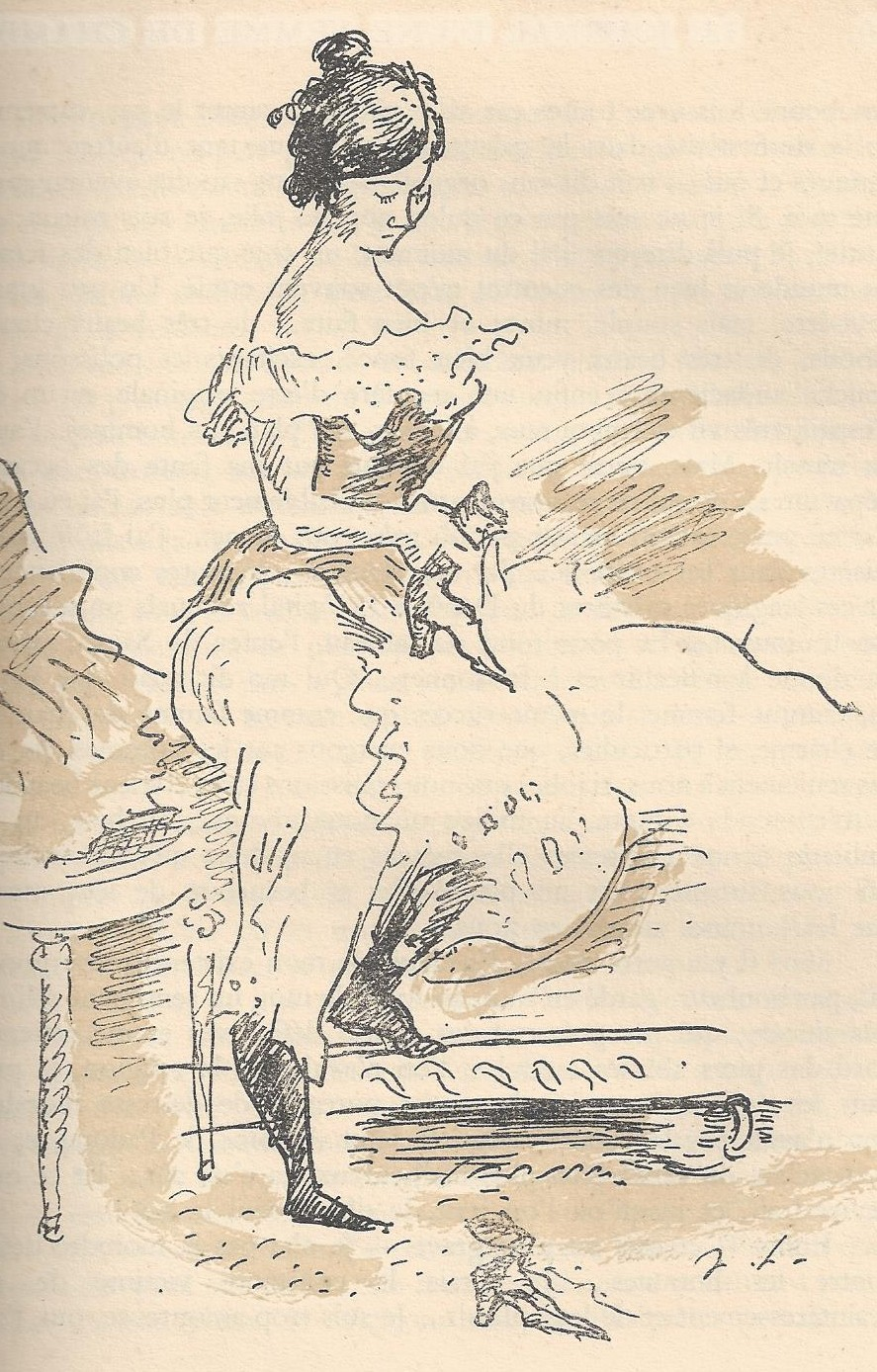
Illustration pour Le Journal d’une femme de chambre d’Octave Mirbeau, Éditions Nationales, 1935.
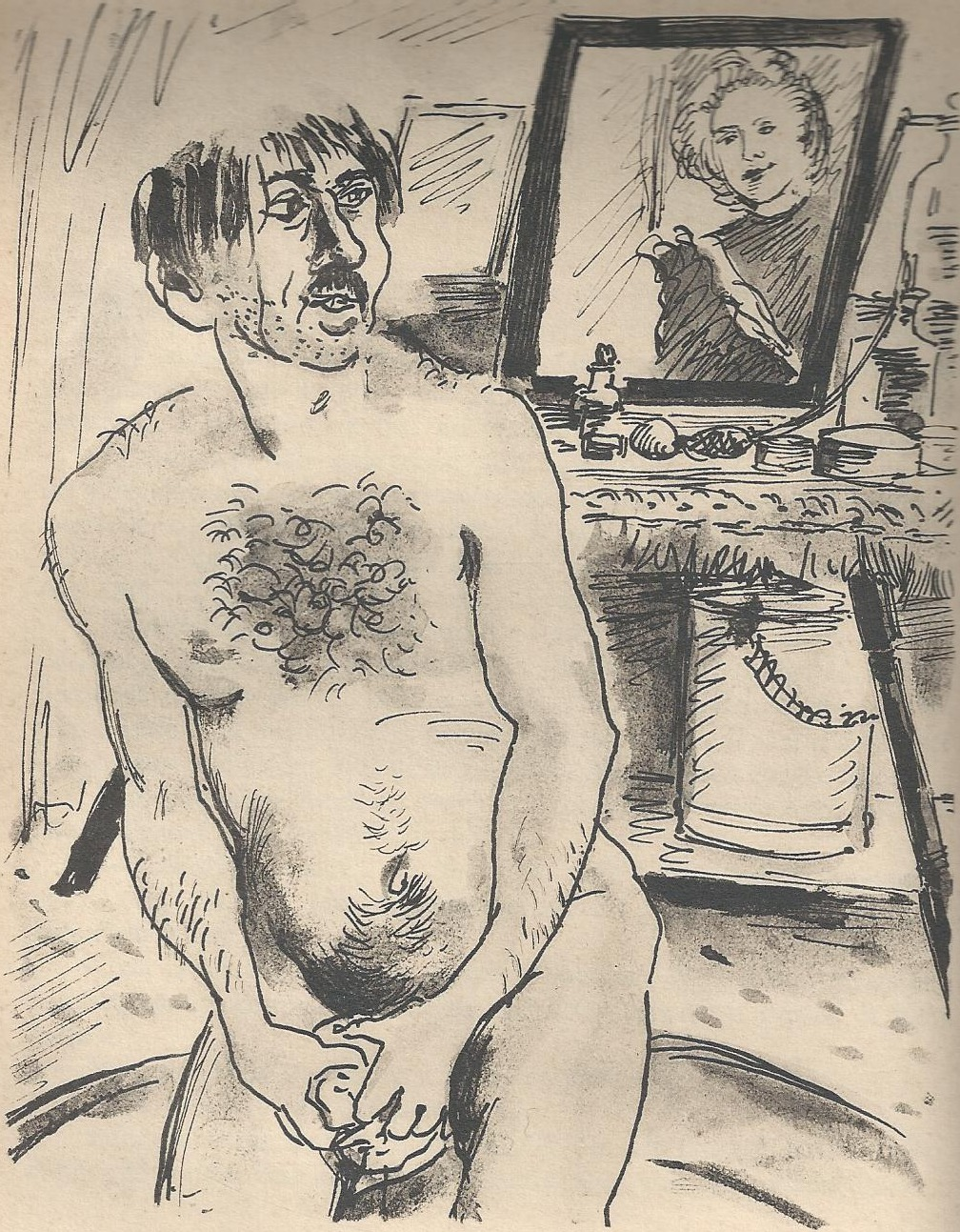
Illustration pour Le Journal d’une femme de chambre d’Octave Mirbeau, Éditions Nationales, 1935.
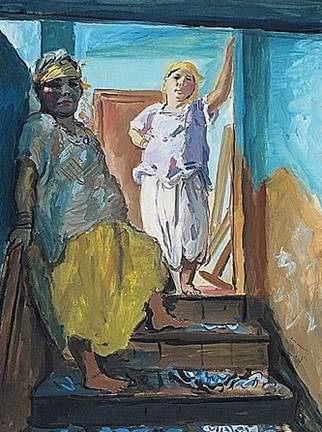
L'Escalier, localisation inconnue.
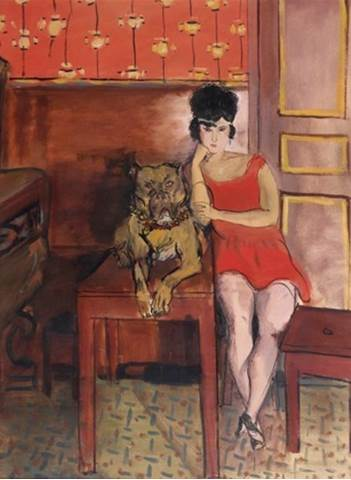
Femme au bouledogue, localisation inconnue.